# Stepan Mouraviov
Stepan Mouraviov, né vers 1707-1708 et mort vers 1768, est un navigateur et explorateur russe.

## Biographie
En parallèle de la deuxième expédition du Kamtchatka de Vitus Béring, il est envoyé par le Collège de l'Amirauté, avec Mikhaïl Pavlov, explorer la mer de Kara. Ils quittent Arkhangelsk le 10 juillet 1734, relèvent les côtes de l'île Vaïgatch, entrent en mer de Kara et atteignent le 31 juillet la péninsule de Yamal. Mais, le 18 août, pour une raison restée inconnue, ils décident de faire demi-tour. Ils hivernent à Poustozersk à l'embouchure de la Petchora puis, le 29 juin 1735, font une nouvelle tentative qui échoue un mois plus tard. Les deux commandants se querellent et l'équipage se saoule et se mutine.
Mouraviov et Pavlov sont arrêtés, traduits en justice et dégradés. Stepan Malyguine est chargé de les remplacer.